# Sisyphus maniti
Sisyphus maniti är en skalbaggsart som beskrevs av Masumoto 1988. Sisyphus maniti ingår i släktet Sisyphus och familjen bladhorningar. Inga underarter finns listade i Catalogue of Life.